# Phytoliriomyza melampyga
Phytoliriomyza melampyga – gatunek muchówki z rodziny miniarkowatych (Agromyzidae). Należy do tzw. owadów minujących.

## Morfologia i cykl życiowy

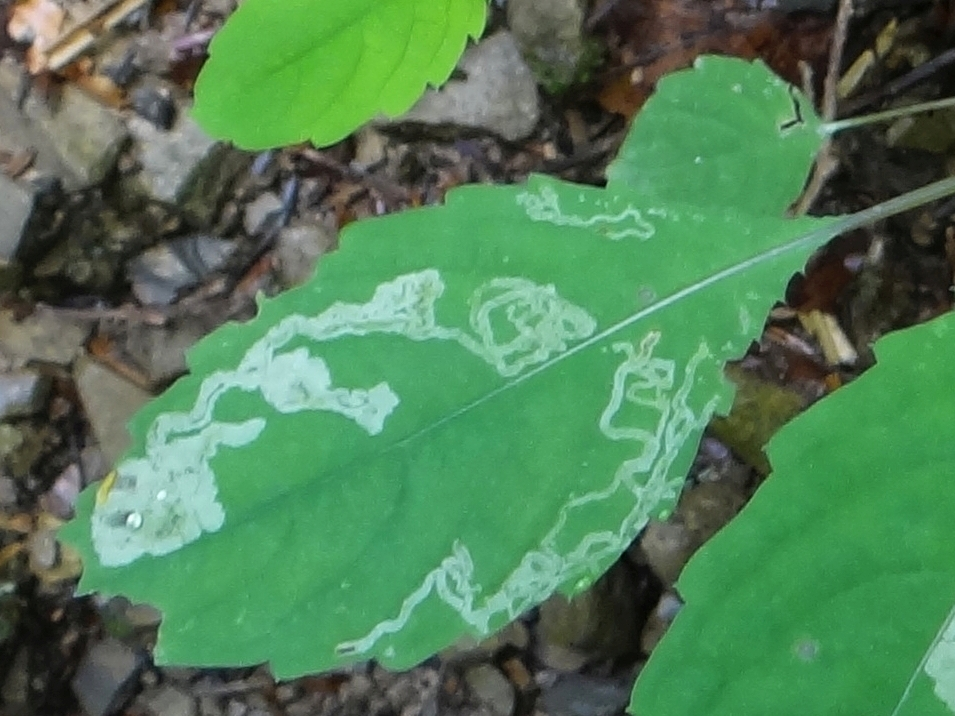
Miny na liściu niecierpka pospolitego

Ze złożonych na liściach roślin jaj wylęgają się larwy typu czerw bez wyodrębnionej głowy i bez odnóży piersiowych i brzusznych. Nie posiadają także odnóży gębowych, lecz charakterystyczny aparat gębowo-gardłowy widoczny przez prześwitujące ciało. Wysysając soki liścia tworzą w nim początkowo wąskie miny, które nieregularnie się poszerzają i zwężają, w końcu powstaje duża, nieregularna biała plama. Odchody larwy bryłkowate, nitkowate lub sznurkowate. Larwy pełzają wewnątrz miny na boku ciała. Przed przepoczwarczeniem opuszczają minę, wycinając w niej półokrągłą szczelinę wyjściową. Przepoczwarczają się na ziemi poza liściami. Rudobrązowa poczwarka znajduje się w ostatniej chitynowej osłonie larwy. Powstająca głowa, skrzydła i odnóża są przez osłonę niewidoczne.

## Występowanie
W Europie występuje pospolicie. Opisano występowanie w Anglii, Danii, Irlandii, Finlandii, Norwegii, Szwecji, Holandii, Luksemburgu, Belgii, Niemczech, Czechach, na Litwie, w Polsce, Rumunii, Słowacji, Szwajcarii i Ukrainie.
Monofag żerujący na liściach niecierpków (Impatiens). Pospolicie występuje zwłaszcza na niecierpku gruczołowatym (I. glandulifera) i drobnokwiatowym (I. parviflora). Ponadto występuje na niecierpku pomarańczowym (I. capensis), niecierpku pospolitym (I. noli-tangere) i niecierpku szorstkim (I. scabrida).